# Bellinzago Lombardo

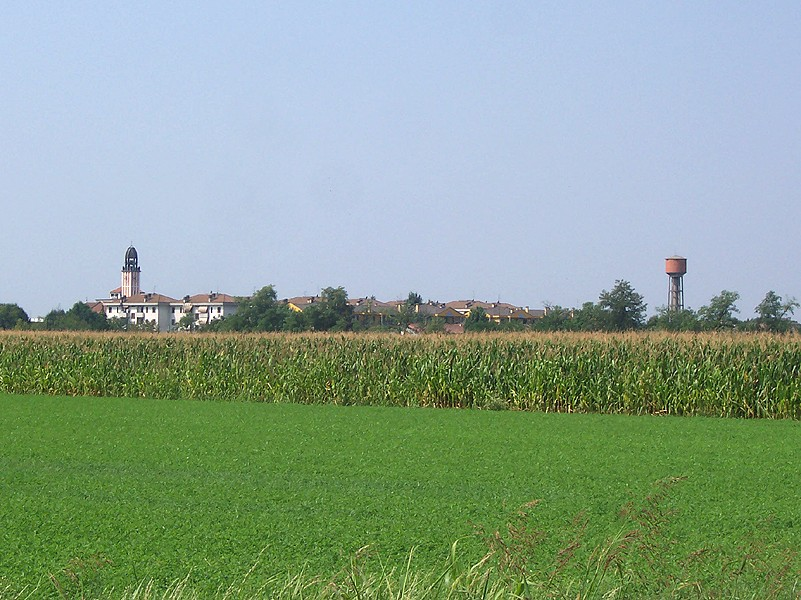
Bellinzago Lombardo (2009)

Bellinzago Lombardo (bis 1862 einfach Bellinzago) ist eine Gemeinde mit 3831 Einwohnern (Stand 31. Dezember 2023) in der Metropolitanstadt Mailand, Region Lombardei. 
Die Nachbarorte von Bellinzago Lombardo sind Gessate, Inzago, Gorgonzola und Pozzuolo Martesana.

## Bevölkerungsentwicklung
Bellinzago Lombardo zählt 1430 Privathaushalte. Zwischen 1991 und 2001 stieg die Einwohnerzahl von 3102 auf 3538. Dies entspricht einem prozentualen Zuwachs von 14,1 %.